# امیلی ساگی
امیلی ساگی (انگلیسی: Emili Sagi-Barba; ۱۵ مارس ۱۹۰۰ – ۲۵ مهٔ ۱۹۵۱) بازیکن فوتبال اهل اسپانیا بود.
از باشگاه‌هایی که در آن بازی کرده‌است می‌توان به باشگاه فوتبال بارسلونا اشاره کرد.
وی همچنین در تیم‌های ملی فوتبال Spain B national football team، اسپانیا، و کاتالونیا بازی کرده‌است.